# Comunitat de municipis del País de Caulnes
La Comunitat de municipis del País de Caulnes (en bretó Kumuniezh kumunioù Bro Gaon) és una antiga estructura intercomunal francesa, situada al departament de les Costes d'Armor a la regió Bretanya, al País de Dinan. Té una extensió de 134,41 kilòmetres quadrats i una població de 5.850 habitants (2006).

## Composició
Agrupa 8 comunes :
1. Caulnes
2. La Capella Blanca
3. Guenroc
4. Guitté
5. Plumaudan
6. Plumaugat
7. Saint-Jouan-de-l'Isle
8. Saint-Maden